# Административно деление на Камбоджа
В Камбоджа съществуват няколко основни административни единици, на които се дели страната. Страната се дели на двадесет провинции (кхает) на кхмерски: ខេត្ត и четири общини със статут на провинция (кронг) (на кхмерски: ក្រុង). Провинциите се делят на окръзи (срок) на кхмерски: ស្រុក, които се делят на комуни (кхум) (на кхмерски: ឃុំ), които са съставени от села (пхум). Общините се делят на градски окръзи (кхан) (на кхмерски: ខ័ណ្ឌ), които се състоят от квартали (сангкат) (на кхмерски: សង្កាត), а те се делят на групи (кром).

## Провинции и общини
Провинциите и общините в Камдоджа са големите и важни административни единици в териториалното деление на страната. Селските райони са разпределени между провинции, а а градските райони разположени в четирите общини.
(С наклонен шрифт са изписани общините със статут на провинция.)
| 1. Бантеай Меантей (បន្ទាយមានជ័យ) 2. Батамбанг (បាត់ដំបង) 3. Кампонг Тям (កំពង់ចាម) 4. Кампонг Чнанг (កំពង់ឆ្នាំង) 5. Кампонг Спъ (កំពង់ស្ពឺ) 6. Кампонг Тхом (កំពង់ធំ) 7. Кампот (កំពត) 8. Кандал (កណ្តាល) 9. Кох Конг (កោះកុង) 10. Кеп (កែប) 11. Кратех (ក្រចេះ) 12. Мондул Кири (មណ្ឌលគីរី) | 1. Одар Меантей (ឧត្តរមានជ័យ) 2. Пайлин (ប៉ៃលិន) 3. Пном Пен (ភ្នំពេញ) 4. Преах Сианук (ក្រុងព្រះសីហនុ) 5. Преах Вихеа (ព្រះវិហារ) 6. Поусат (ពោធ៌សាត់) 7. Прей Венг (ព្រៃវែង) 8. Ратана Кири (រតនគីរី) 9. Сием Реап (សៀមរាប) 10. Стънг Тренг (ស្ទឹងត្រែង) 11. Свай Риенг (ស្វាយរៀង) 12. Такео (តាកែវ) |

## Административни центрове
Всяка една от провинциите има и главен административен център, които в повечето случаи носи същото име като провинцията.
(Градовете са подредени както на картата с номерираните провинции.)
| 1. Сисопхон (សិរីសោភ័ណ) 2. Батамбанг (បាត់ដំបង) 3. Кампонг Тям (កំពង់ចាម) 4. Кампонг Чнанг (កំពង់ឆ្នាំង) 5. Кампонг Спъ (សូមមើលផងដែរឺ) 6. Кампонг Тхом (ក្រុងកំពង់ធំ) 7. Кампот (កំពត) 8. Та Кхмау (តាខ្មៅ) 9. Кронг Кох Конг (កោះកុង) 10. Кеп (កែប) 11. Кратех (ក្រចេះ) 12. Сенмонором (សែនមនោរម្យី) | 1. Самраонг (សំរោង) 2. Пайлин (ប៉ៃលិន) 3. Пном Пен (ភ្នំពេញ) 4. Преах Сианук (ក្រុងព្រះសីហនុ) 5. Пном Тбенг Меантей (ត្បែងមានជ័យ) 6. Поусат (ពោធ៌សាត់) 7. Прей Венг (ព្រៃវែង) 8. Банлунг (បានលុងី) 9. Сием Реап (សៀមរាប) 10. Стънг Тренг (ស្ទឹងត្រែង) 11. Свай Риенг (ស្វាយរៀង) 12. Такео (តាកែវ) |

## Окръзи
Двадесетте провинции включват 171 окръга (срок), които от своя страна се делят на комуни (кхум).
(Числата в скобите показват номера на провинцията и последователния номер на съотвения окръг.)

### Бантеай Меантей
| - Монгкол Борей (01 – 01) - Пхнум Срок (01 – 02) - Преах Нетр Преах (01 – 03) - Оу Хров (01 – 04) |  | - Серей Саопхоан (01 – 05) - Тхма Пуок (01 – 06) - Свай Тек (01 – 07) - Малаии (01 – 08) |

### Батамбанг
| - Банан (02 – 01) - Тхма Коул (02 – 02) - Бат Дамбанг (02 – 03) - Бавел (02 – 04) - Ек Пхном (02 – 05) - Моунг Руесей (02 – 06) - Ротанак Мондол (02 – 07) |  | - Сангкае (02 – 08) - Самлоут (02 – 09) - Сампов Лоу (02 – 10) - Пхнум Проейт (02 – 11) - Камриенг (02 – 12) - Коас Крала (02 – 13) |

### Кампонг Тям
| - Батхеай (03 – 01) - Тямкар Лю (03 – 02) - Тънг Прей (03 – 03) - Дамбаер (03 – 04) - Кампонг Тям (03 – 05) - Кампонг Сием (03 – 06) - Кхонг Меас (03 – 07) - Кох Суотхин (03 – 08) |  | - Кроут Тхмяр (03 – 09) - Мемот (03 – 10) - Оу Реанг Ов (03 – 11) - Понхеа Краек (03 – 12) - Прей Тхор (03 – 13) - Срей Сантхор (03 – 14) - Стуенг Транг (03 – 15) - Тбуонг Кмоум (03 – 16) |

### Кампонг Чнанг
| - Барибоур (04 – 01) - Тол Кири (04 – 02) - Кампонг Чнанг (04 – 03) - Кампонг Леаенг (04 – 04) |  | - Кампонг Тралат (04 – 05) - Ролеа Б'иер (04 – 06) - Самеаки Меан Тей (04 – 07) - Туек Пхос (04 – 08) |

### Кампонг Спъ
| - Баседх (05 – 01) - Тбяр Мон (05 – 02) - Конг Писей (05 – 03) - Аорал (05 – 04) |  | - Одонг (05 – 05) - Пном Сруот (05 – 06) - Самраонг Тонг (05 – 07) - Тхпонг (05 – 08) |

### Кампонг Тхом
| - Барай (06 – 01) - Кампонг Свай (06 – 02) - Стуенг Саен (06 – 03) - Прасат Баланг (06 – 04) |  | - Прасат Самбоур (06 – 05) - Сандаан (06 – 06) - Сантук (06 – 07) - Стоунг (06 – 08) |

### Кампот
| - Ангкор Тей (07 – 01) - Бантеай Меас (07 – 02) - Тхук (07 – 03) - Тум Кири (07 – 04) |  | - Данг Тонг (07 – 05) - Кампонг Трат (07 – 06) - Кампот (07 – 07) - Кампонг Бай (07 – 08) |

### Кандал
| - Кандал Стуенг (08 – 01) - Киен Свай (08 – 02) - Кхсат Кандал (08 – 03) - Кох Тхум (08 – 04) - Лък Даек (08 – 05) - Лвеа Аем (08 – 06) |  | - Микх Кампхуул (08 – 07) - Ангк Снуол (08 – 08) - Понхеа Лю (08 – 09) - С'анг (08 – 10) - Та Кхмау (08 – 11) |

### Кох Конг
| - Ботум Сакор (09 – 01) - Кампонг Сейла (09 – 08) - Каох Конг (09 – 03) - Кири Сакор (09 – 02) |  | - Мондол Сейма (09 – 05) - Смат Меан Тей (09 – 04) - Срае Амбел (09 – 06) - Тхма Банг (09 – 07) |

### Кратех
| - Тхлоунг (10 – 01) - Кратех (10 – 02) - Преаек Прасаб (10 – 03) |  | - Самбоур (10 – 04) - Снуол (10 – 05) |

### Мондул Кири
| - Каев Сейма (11 – 01) - Каох Нхеаек (11 – 02) - Пу Реанг (11 – 03) |  | - Петр Тенда (11 – 04) - Саен Моноуром (11 – 05) |

### Одар Меантей
| - Анлонг Веаенг (22 – 01) - Бантеай Ампил (22 – 02) - Тонг Кал (22 – 03) |  | - Самраонг (22 – 04) - Трапеанг Прасат (22 – 05) |

### Преах Вихеа
| - Тей Саен (13 – 01) - Тхаеб (13 – 02) - Тоам Кхсант (13 – 03) - Кулеаен (13 – 04) |  | - Ровиенг (13 – 05) - Сангком Тхмей (13 – 06) - Тбаенг Меан (13 – 07) |

### Пурсат
| - Бакан (15 – 01) - Кандиенг (15 – 02) - Кракор (15 – 03) |  | - Пхнум Краван (15 – 04) - Сампов Меас (15 – 05) - Веал Веаенг (15 – 06) |

### Прей Венг
| - Ба Пхнум (14 – 01) - Камтай Меар (14 – 02) - Кампонг Леав (14 – 11) - Кампонг Трабаек (14 – 03) - Кантриет (14 – 04) - Ме Санг (14 – 05) |  | - Пеам Тор (14 – 06) - Пеам Ро (14 – 07) - Пеа Реанг (14 – 08) - Преа Сдат (14 – 09) - Прей Веаенг (14 – 10) - Ситхор Кандал (14 – 12) |

### Ратан Кири
| - Андоунг Меас (16 – 01) - Бан Лунг (16 – 02) - Бар Каев (16 – 03) - Коун Мом (16 – 04) - Лумпхат (16 – 05) |  | - Оу Тум (16 – 06) - Оу Я Дав (16 – 07) - Та Веаенг (16 – 08) - Веун Сай (16 – 09) |

### Сием Реап
| - Ангкор Тум (17 – 01) - Ангкор Тхом (17 – 02) - Бантеай Срей (17 – 03) - Ти Краенг (17 – 04) - Кралан (17 – 05) - Пуок (17 – 06) |  | - Прасат Баконг (17 – 07) - Сием Реап (17 – 08) - Соут Ником (17 – 09) - Срей Снам (17 – 10) - Свай Лъ (17 – 11) - Варин (17 – 12) |

### Стънг Тренг
| - Сесан (19 – 01) - Сием Боук (19 – 02) - Сием Панг (19 – 03) |  | - Стънг Тренг (19 – 04) - Тхала Бариват (19 – 05) |

### Свай Риенг
| - Тантреа (20 – 01) - Кампонг Роу (20 – 02) - Ромеас Хаек (20 – 04) - Румдуол (20 – 03) |  | - Свай Трум (20 – 05) - Свай Риенг (20 – 06) - Свай Теаб (20 – 07) |

### Такео
| - Ангкор Борей (21 – 01) - Батхи (21 – 02) - Боурей Толсар (21 – 03) - Доун Каев (21 – 08) - Каох Андает (21 – 05) |  | - Кири Вонг (21 – 04) - Прей Кабас (21 – 06) - Самраонг (21 – 07) - Чам Как (21 – 09) - Чеанг (21 – 10) |

## Градски окръзи

### Кеп
- Дамнак Танг'аър (23 – 01)
- Кеп (23 – 02)

### Пайлин
- Пайлин (24 – 01)
- Сала Крау (24 – 02)

### Пном Пен
- Тамкармон (12 – 01)
- Дангкор (12 – 05)
- Даун Пен (12 – 02)
- Меантей (12 – 06)
- Прампир Макара (12 – 03)
- Русей Кео (12 – 07)
- Тоул Корк (12 – 04)

### Преах Сианук
- Митакпхеап (18 – 01)
- Прей Ноб (18 – 02)
- Стуенг Хав (18 – 03)